# Varī-ye Kalak
Varī-ye Kalak (persiska: وری کلک, وَرئ كَلَك) är en ort i Iran.   Den ligger i provinsen Ilam, i den västra delen av landet, 500 km sydväst om huvudstaden Teheran. Varī-ye Kalak ligger 1 452 meter över havet och antalet invånare är 744.
Terrängen runt Varī-ye Kalak är lite bergig. Runt Varī-ye Kalak är det glesbefolkat, med 15 invånare per kvadratkilometer. Närmaste större samhälle är Arakvāz-e Malekshāhī, 11,9 km öster om Varī-ye Kalak. Omgivningarna runt Varī-ye Kalak är i huvudsak ett öppet busklandskap.